# Shamrock Lakes
Shamrock Lakes est une municipalité américaine située dans le comté de Blackford en Indiana. Lors du recensement de 2010, sa population est de 231 habitants.
Shamrock Lakes s'étend sur 0,32 mille carré (0,83 km2) dont 0,06 mille carré (0,16 km2) d'étendues d'eau qui correspondent à six lacs artificiels créés sur son territoire dans les années 1960. Shamrock Lakes devient une municipalité en mai 1973.